# Distretto di Mesudiye
Il distretto di Mesudiye (in turco Mesudiye ilçesi) è uno dei distretti della provincia di Ordu, in Turchia.